# イズマ・コミ人
イズマ・コミ人あるいはコミ・イズマ人、イズマ族（イズマ・コミじん、イズマ方言: изьватаc, iźvatas;  ネネツ語: нысма, nysma;  英語: Izhma Komi;  ロシア語: коми-ижемцы）とは、ロシア連邦のコミ共和国イズマ地区（イジェムスキー地区）に居住するコミ人の一派である。

## 概要

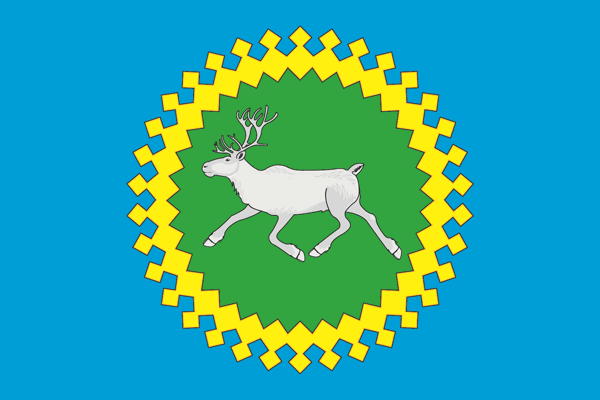
イズマ地区の旗

イズマ・コミ人はコミ・ジリエーン語の方言であるイズマ方言を話すコミ人（狭義のコミ・ジリエーン人）の一派である。
全人口1.6万人の大半がコミ共和国イズマ地区に定住しているが、一部はムルマンスク州のロヴォゼロ地区にも居住している。
サーミ人と隣り合って居住しており、一部はネネツ人との混血も進んでいる。
コミ人の中では、トナカイの遊牧を生業にしているのが特徴。